# Spitalkirche Heilig Geist (Ingolstadt)

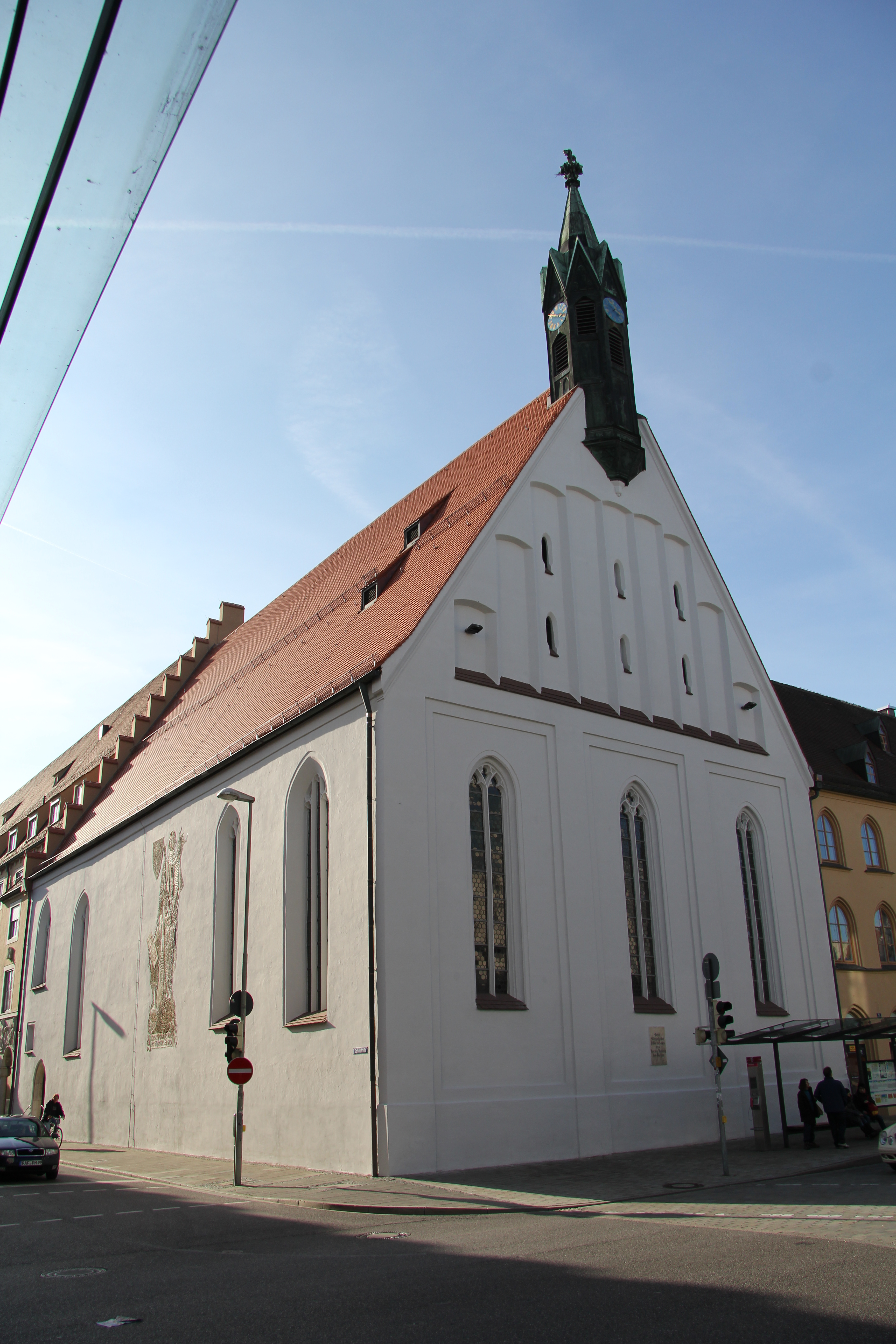
Spitalkirche Heilig Geist

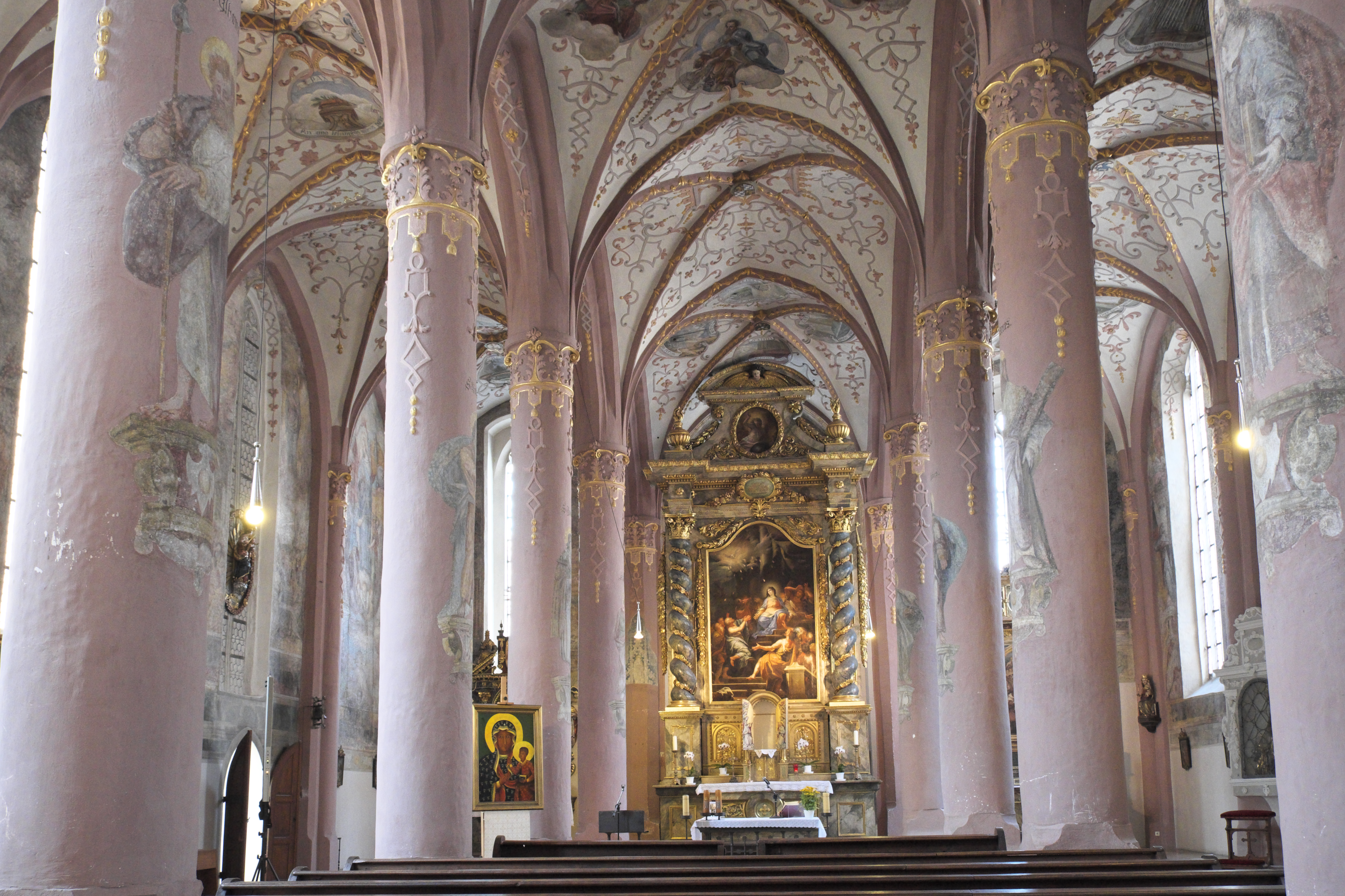
Innenraum

Die katholische Spitalkirche Heilig Geist in Ingolstadt, einer Stadt im bayerischen Regierungsbezirk Oberbayern, wurde an der Stelle eines Vorgängerbaus um 1350 im Stil der Gotik errichtet und diente als Kirche des 1319 durch den späteren Kaiser Ludwig den Bayern gegründeten Spitals.

## Architektur

### Außenbau
Die Fassade gliedern große, rechteckige Blendfelder, in die hohe, zweibahnige Maßwerkfenster eingeschnitten sind. Der Giebel wird ebenfalls von Blendfeldern mit kleineren Fensteröffnungen durchbrochen und von einem Dachreiter bekrönt.

### Innenraum
Der Innenraum ist als dreischiffige Halle angelegt und über rechteckigem Grundriss errichtet. Er ist in sechs Joche gegliedert und besitzt keinen gesonderten Chor. Den westlichen Abschluss bildet eine Empore, auf der die Orgel untergebracht ist.
Die Kreuzrippengewölbe ruhen auf mächtigen, mit Bandelwerkstuck und Ringkapitellen verzierten Säulen. Auch die Decke und die Emporenbrüstung ist mit Bandelwerkstuck überzogen, der – wie die Deckenfresken mit ihren emblematischen Darstellungen – um 1730/40 ausgeführt wurde.

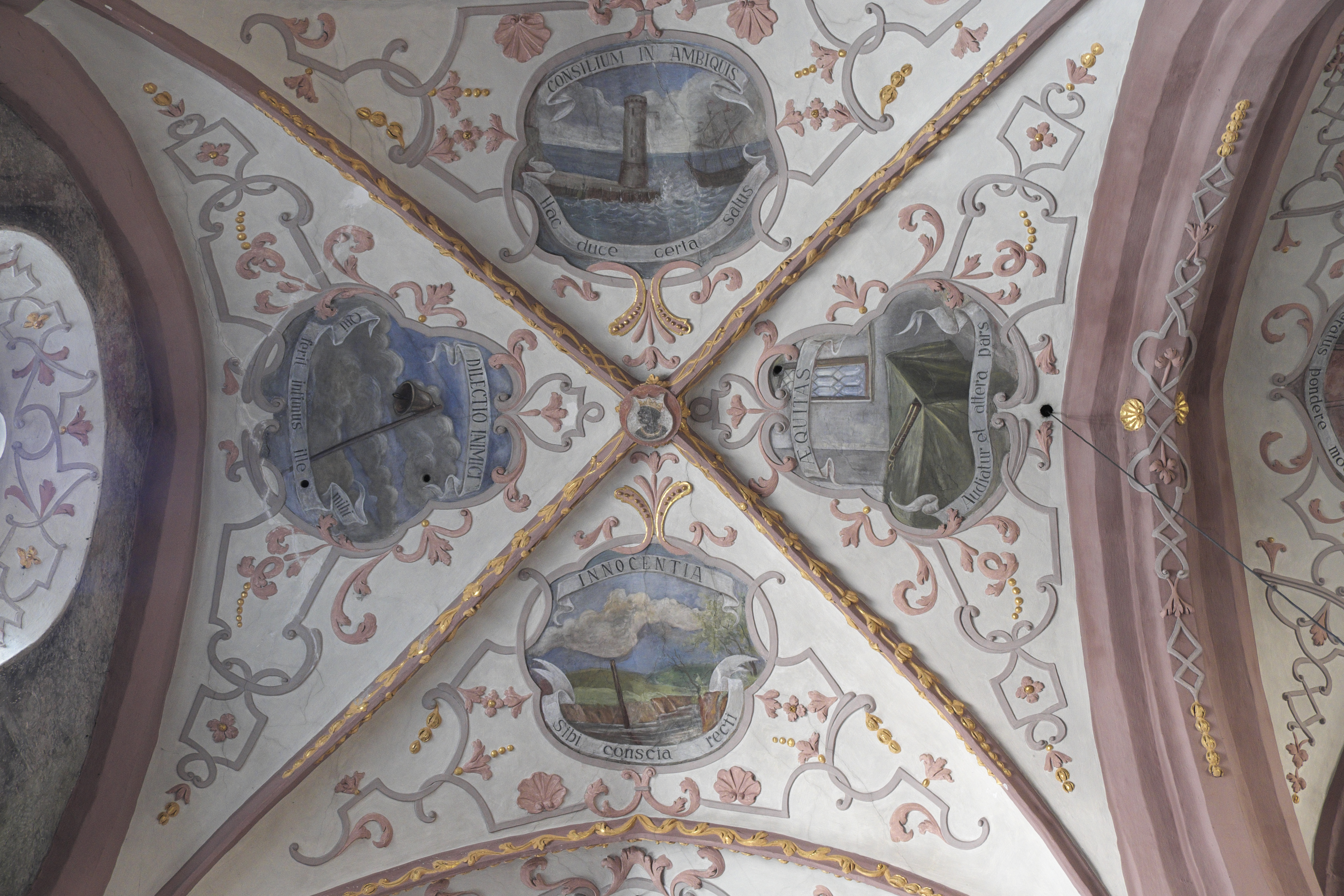
Deckenfresken
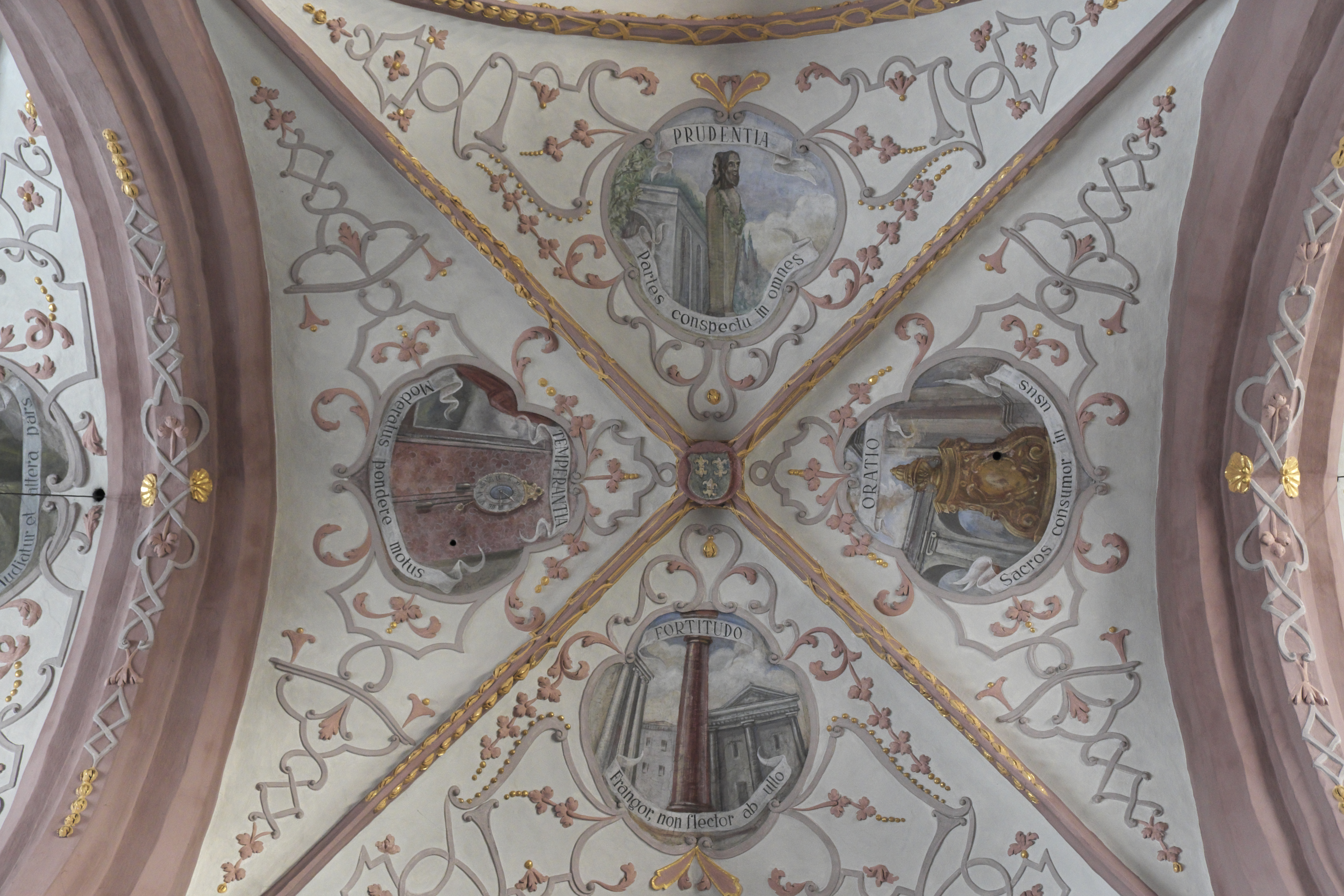
Deckenfresken
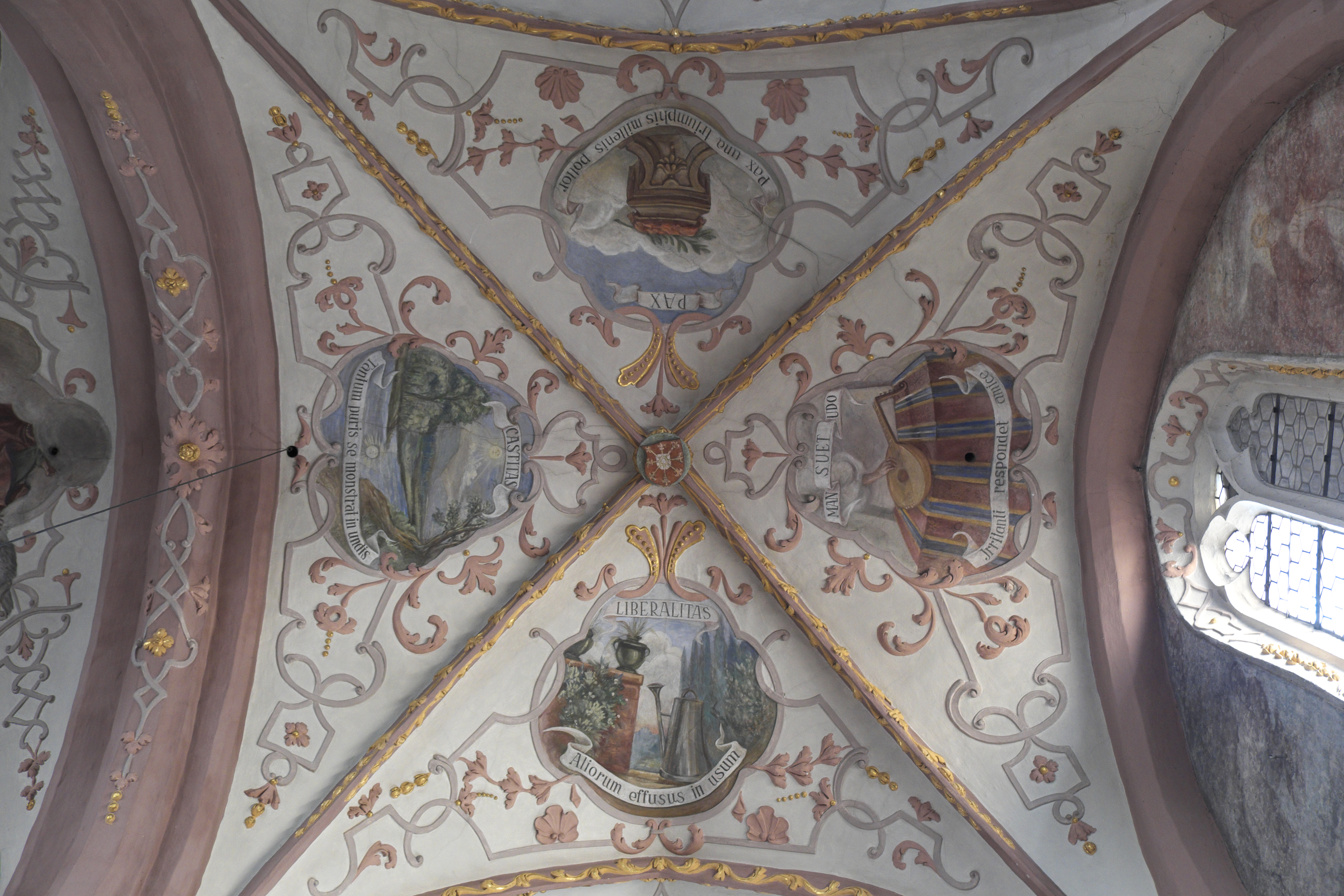
Deckenfresken

## Wandmalereien
Die Malereien der Wände und der Säulen gehen auf das Ende des 16. Jahrhunderts zurück. Vermutlich wurden sie über spätgotischen Fresken angebracht, von denen allerdings nur wenige Reste erhalten sind. Die Renaissancemalereien wurden im 17. Jahrhundert übermalt und in den Jahren 1904 bis 1916 entdeckt und wieder freigelegt. An den Säulen sind Apostel dargestellt.

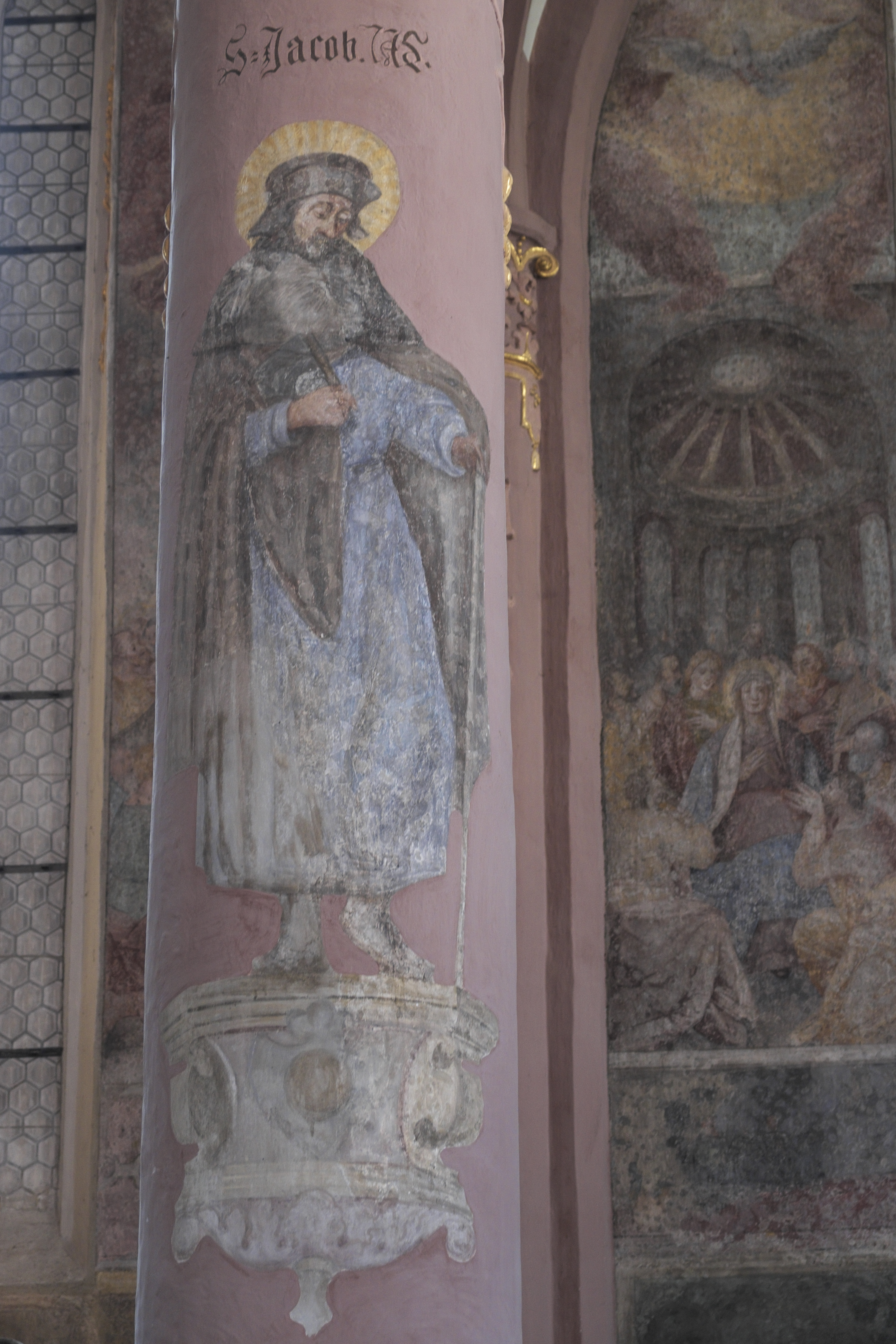
Apostel Jakobus
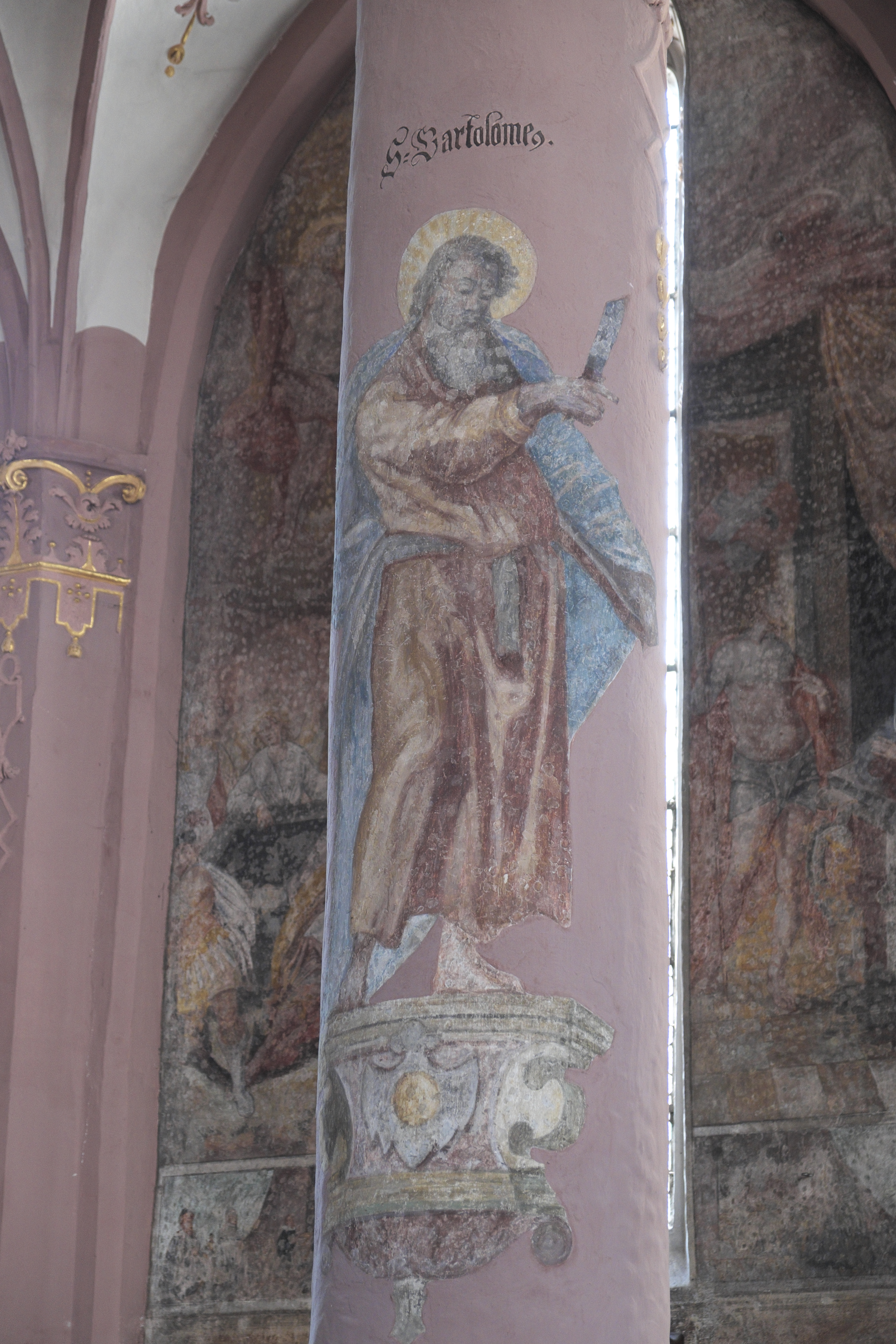
Apostel Bartholomäus
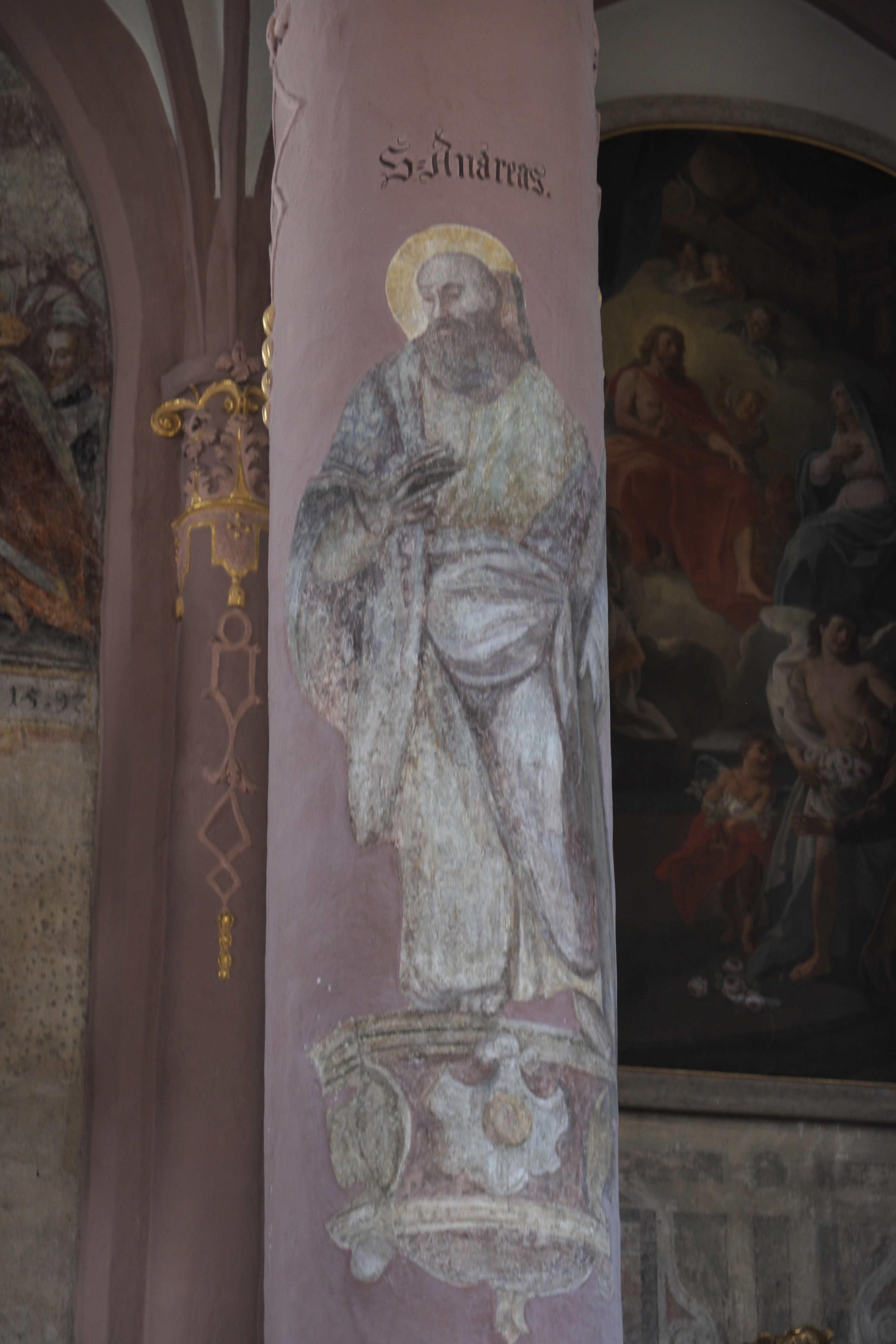
Apostel Andreas

## Ausstattung
- Der Hauptaltar stammt aus dem späten 17. Jahrhundert. Das Altarblatt, ein Ölgemälde mit der Darstellung der Ausgießung des Heiligen Geistes, trägt die Signatur von Johann Kaspar Sing und ist mit der Jahreszahl 1697 bezeichnet.
- Am nördlichen Seitenaltar steht eine holzgeschnitzte Marienfigur von 1649. Die Figuren der vier Kirchenväter und der hl. Barbara im Auszug wurden – wie der Altar – 1624 von Melchior Pendel ausgeführt.
- Die Figur des hl. Mauritius am südlichen Seitenaltar wird ins 17. Jahrhundert datiert, die Figur des hl. Nikolaus um 1510.
- Die barocke Kanzel wurde 1696 geschaffen.
- In der Kirche sind vier Zunftstangen der Bäcker erhalten.

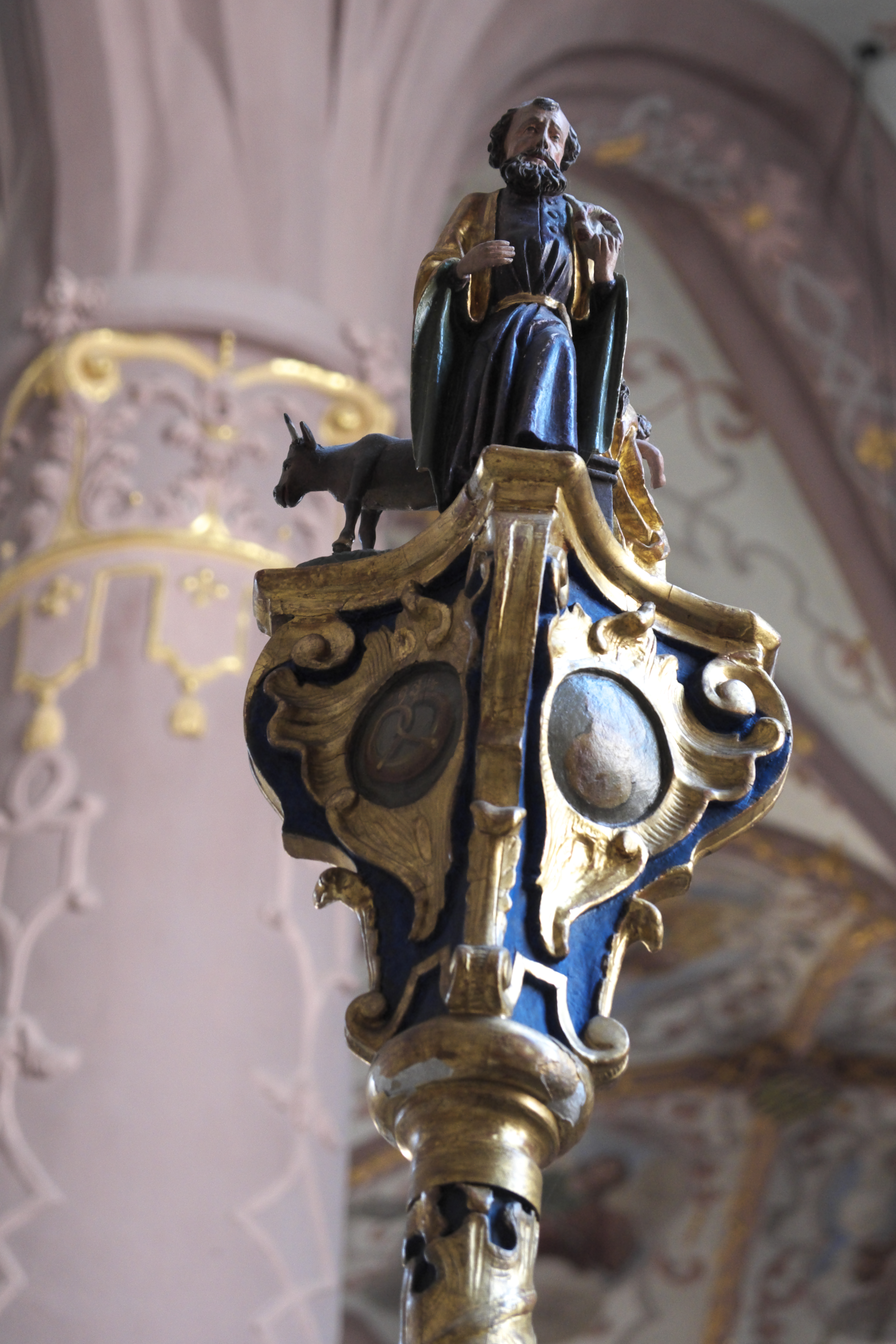
Zunftstange
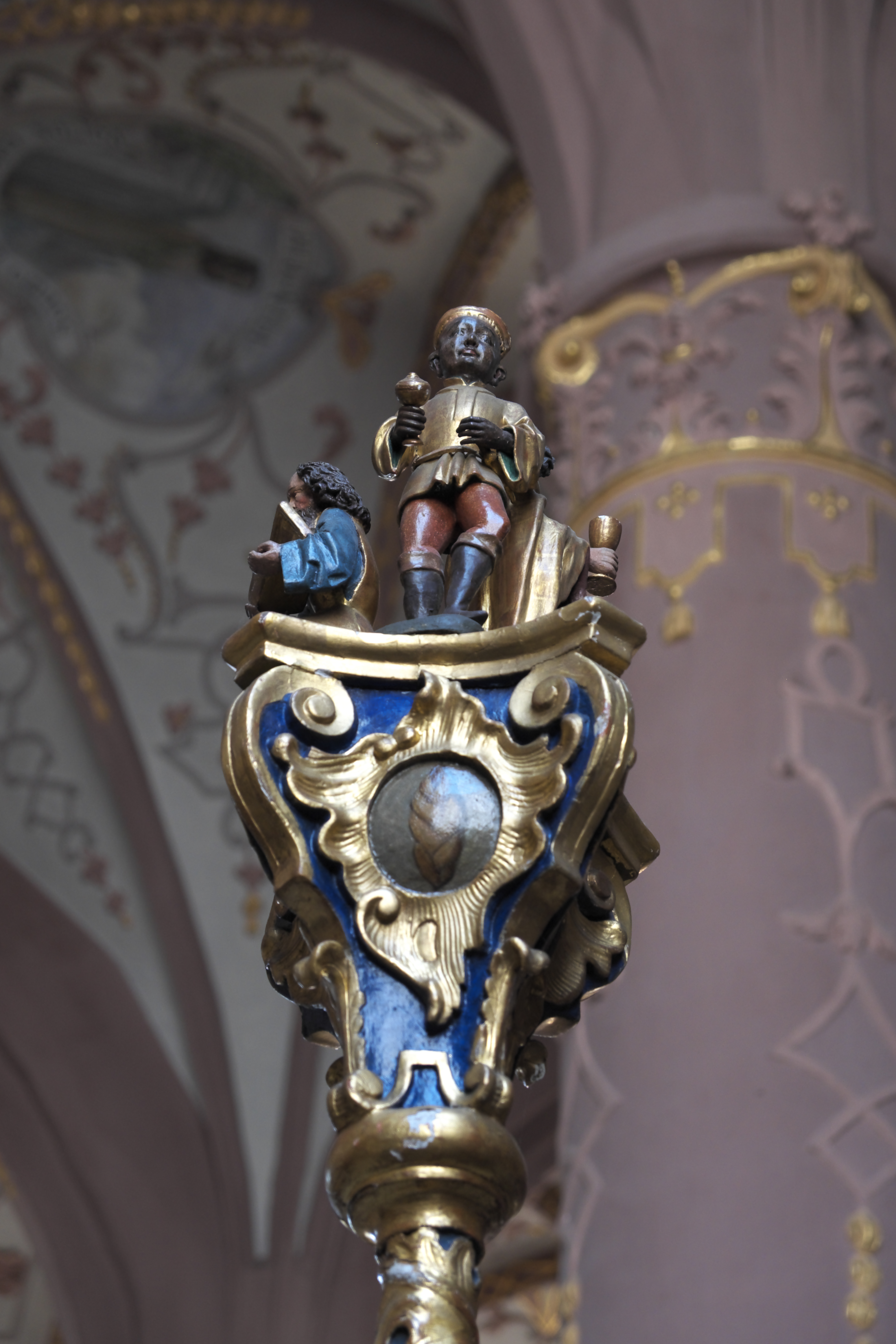
Zunftstange
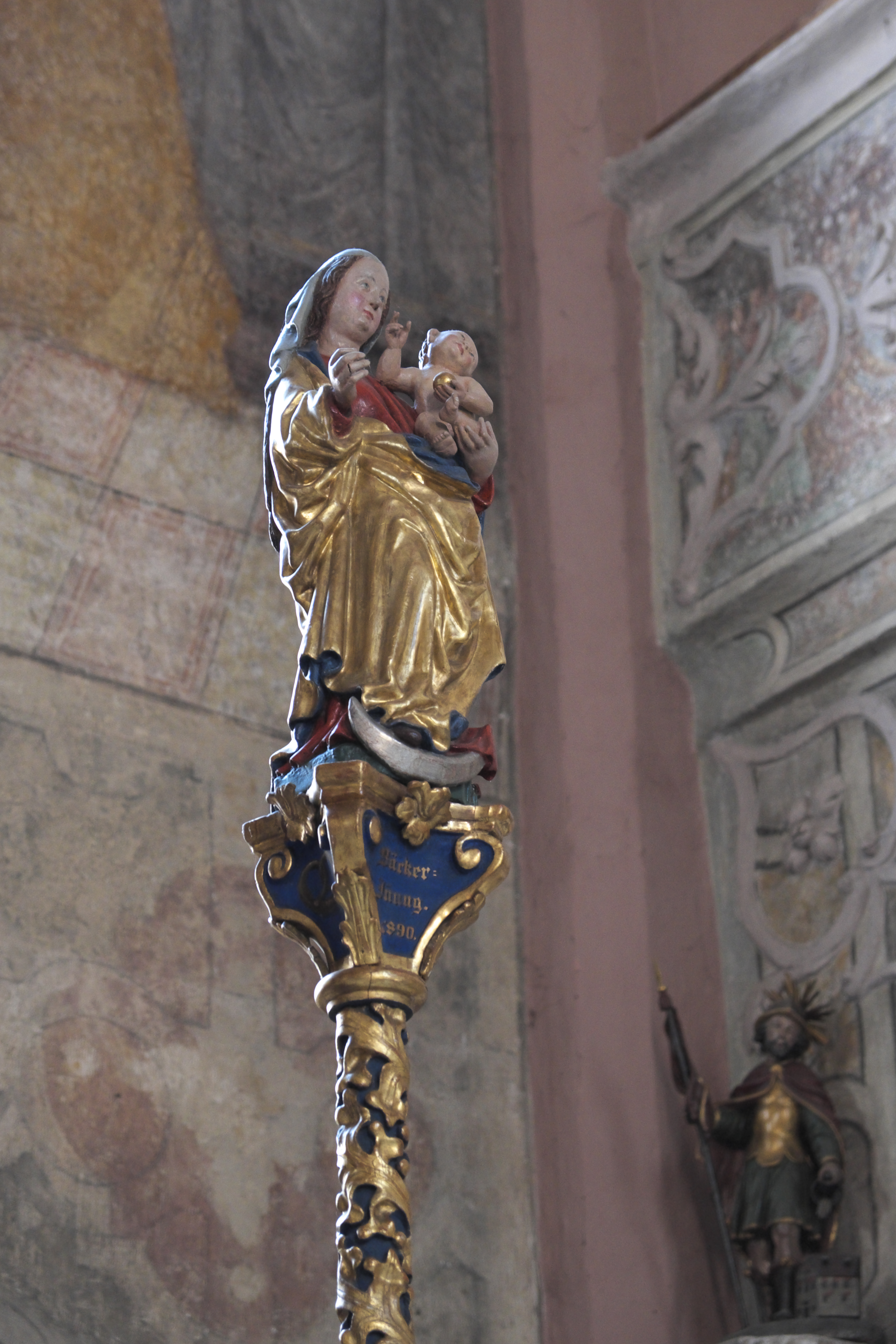
Zunftstange
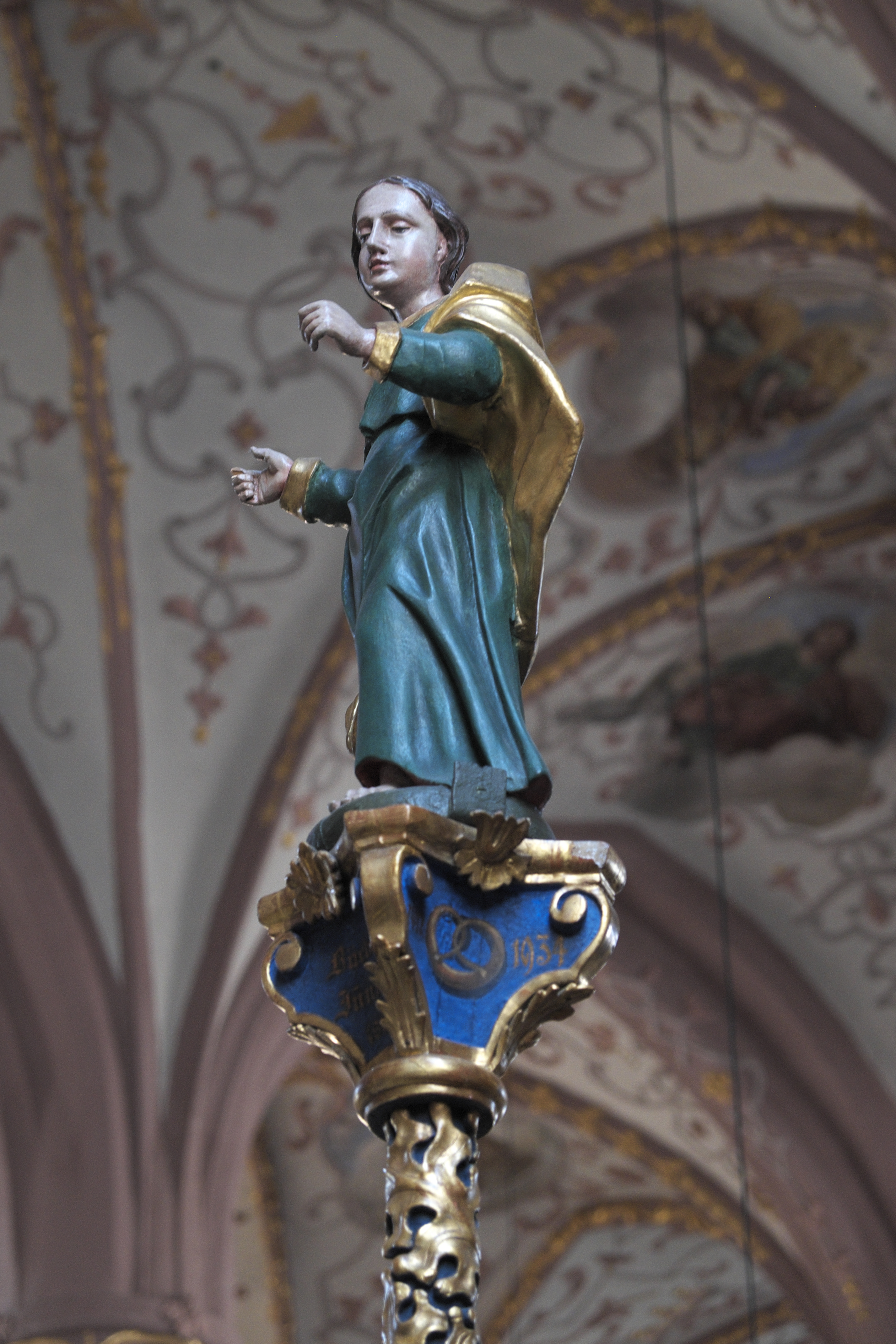
Zunftstange

## Orgel

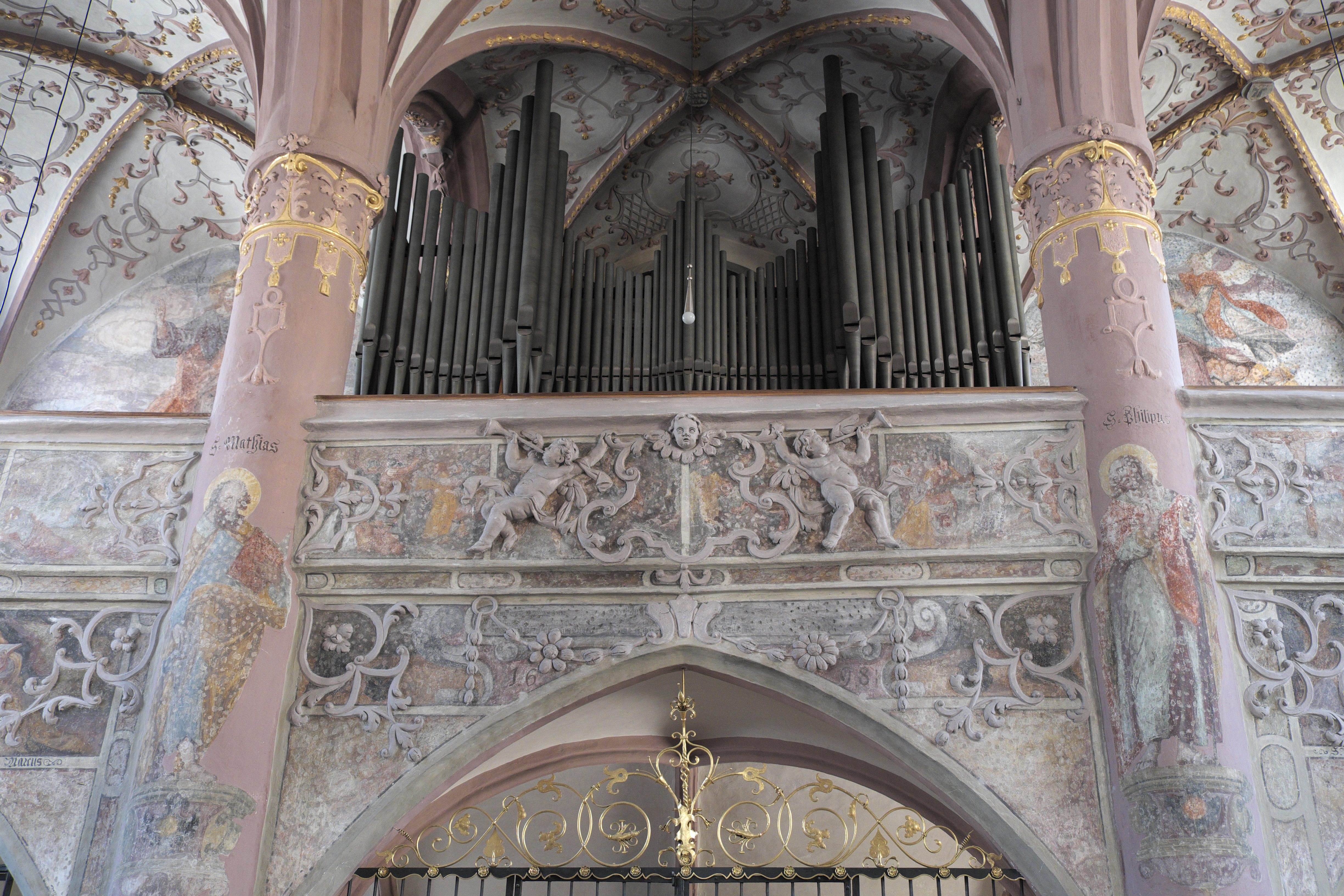
Empore mit Orgelprospekt

Die Orgel wurde 1952 von der Firma Steinmeyer mit elektropneumatischen Taschenladen erbaut; die Klanggestalt ist in Teilen noch der Romantik verpflichtet (Schwellwerk und Streicherstimmen), enthält aber auch die in den 50er Jahren wieder sehr beliebten Flöten- und Mixtur-Register für die Barockmusik. Ebenfalls zeittypisch erhielt die Orgel kein Gehäuse, sondern einen Freipfeifenprospekt. Die Disposition umfasst 17 Register auf zwei Manualen und Pedal.
| I Manual C–g3 |       |
| Quintade      | 16′   |
| Prinzipal     | 8′    |
| Dolce         | 8′    |
| Rohrflöte     | 8′    |
| Oktav         | 4′    |
| Waldflöte     | 2′    |
| Mixtur        | 1 ⁄3′ |

| II Manual C–g3 |        |
| Salicional     | 8′     |
| Vox coelestis  | 8′     |
| Gedeckt        | 8′     |
| Nachthorn      | 4′     |
| Rohrnasat      | 2 ⁄3′  |
| Oktav          | 2′     |
| Terzflöte      | 1 3⁄5′ |
| Tremulant      |        |

| Pedal C–f1 |     |
| Subbaß     | 16′ |
| Zartbaß    | 16′ |
| Oktavbaß   | 8′  |
| Choralbaß  | 4′  |

- Koppeln: II/I, I/P, II/P, Suboktavkoppel I/II, Superoktavkoppel I/II, Suboktavkoppel II, Superoktavkoppel II
- Spielhilfen: Crescendo, Tutti, Walze ab, Mezzoforte, Forte, HR ab, Auslöser